# حسين العماش
حسین مرهج العماش هو باحث اقتصادي عربي سوري وناشط سياسي. شغل منصب مدير عام هيئة مكافحة البطالة في الجمهورية العربية السورية وقاد تأسيس جامعة الجزيرة الخاصة في محافظة دير الزور. كتب عن الاصلاح الاقتصادي والسياسي في سورية واعتقل في أوائل الثورة السورية.

## النشأة والتعليم
ولد في 1950 في قرية حسرات في منطقة البوكمال في محافظة دير الزور السورية. تخرج من كلية الاقتصاد في جامعة حلب عام 1974 وحصل على ماجستير في إدارة الأعمال من جامعة مانموث في ولاية نيوجيرسي بالولايات المتحدة عام 1979 وثم درجة الدكتوراة في الاقتصاد من جامعة ولاية بنسلفانيا عام 1985.

## نبذة مهنية
بدأ حياته المهنية في 1974 كباحث اقتصادي بمجلس التخطيط في دولة الكويت، ثم بعد الدكتوراة في عام 1985 إنضم كخبير اقتصادي إلى الصندوق العربي للإنماء الاقتصادي والاجتماعي . استدعته الحكومة السورية الى دمشق عام 2002 لتأسيس هيئة مكافحة البطالة وكان وزير مكلف ورئيسها لغاية 2005.
بعدها عمل العماش مع شركاء ممولين على إنشاء جامعة الجزيرة الخاصة في عام 2007 وهي أول جامعة خاصة في محافظة دير الزور وكان أول رئيس للجامعة.

## نشاط سياسي واعتقاله
طالب في أوائل الثورة السورية في حزيران 2011 بوقف الحل الأمني وسحب الجيش من المدن السورية وتأمين انتقال سلمي للسلطة وكان عضو "المبادرة الوطنية من اجل مستقبل سورية" مع محمد حبش. أعتقل من قبل أمن الدولة من مكتبه وسط دمشق يوم 4 نيسان/ابريل 2012.
أطلق سراحه بعد سبعة شهور ولجأ بعدها إلى مصر ثم الاردن قبل أن يستقر في الولايات المتحدة. إستمر العماش بالكتابة لدعم الثورة مركزا على أهمية عدم إنتظار سقوط النظام للتخطيط لإعادة الإعمار في سورية، ودعا إلى تأسيس "الصندوق السوري للتمويل والإعمار".

## كتب منشورة
الحرية والتنمية: مستقبل سورية الجديدة، دار البيروني، الأردن، 2014.
أعمدة الاستبداد على دولة الملح السورية، دار البيروني، الأردن، 2018
تجاوز المأزق: منطلقات الإصلاح الاقتصادي في سورية، دار طـــلاس للنشر، دمشق، 1993.